# ムーンライト・クーラー
ムーンライト・クーラー（Moonlight Cooler）とは、冷たいタイプのロングドリンクに分類される、アップル・ブランデーをベースとするカクテルである。
ムーンライトとは月光、クーラーとはカクテルのスタイルの1つを意味する語である。なお、後述の通り、ムーンライトとだけ言うと、全く別のカクテルになってしまうため、ムーンライト・クーラーのことを省略して、ムーンライトなどと言ってはならない。

## 標準的なレシピ
- アップル・ブランデー ＝ 60ml
- レモン・ジュース ＝ 30ml
- 砂糖 ＝ 2分の1 tsp
- 炭酸水 ＝ 適量

### 作り方
アップル・ブランデー、レモン・ジュース、砂糖をシェークして、氷を入れたタンブラー（容量300ml程度）に注ぐ。そこに適量の、よく冷やした炭酸水を注いでグラスを満たせば完成である。なお、レモン・ジュースは、その場でレモンを絞ったものを使用するのがベストであるが、市販のジュースを用いても良い。

### 備考
- アップル・ブランデーとレモン・ジュースとの比率とそれぞれの分量は好みによって増減することがある。混合割合の異なるものが「ハーバード・クーラー」として記録されている。この名前の由来は不明という[1]。
- アップル・ブランデーは、カルヴァドスが指定されることもある。
- グラスに果物を飾ることもある。

## 類似名のカクテル
ムーンライト（Moonlight）という名称のカクテルも存在する。気を付けなければならないのは、先述のムーンライト・クーラーとは全く性格の異なるカクテルである点。こちらは、ロングドリンクではなく、ショートドリンク（ショートカクテル）である。このカクテルは、1990年よりもずっと前からロンドンのサボイ・ホテルのメニューに載っているという。

### レシピ
- ドライ・ジン ： 白ワイン ： グレープフルーツ・ジュース ＝ 1：1：1
- キルシュワッサー ＝ 1tsp
- レモンの果皮

### 作り方
ドライ・ジン、白ワイン、グレープフルーツ・ジュース、キルシュワッサーをシェークして、大型のカクテル・グラス（容量90ml程度）に注ぐ。最後に、レモンの果皮より精油を飛ばしかけ、その果皮をグラスの中に入れれば完成である。なお、グレープフルーツ・ジュースは、その場でグレープフルーツを絞ったものを使用するのがベストであるが、市販のジュースを用いても良い。

### 備考
香り付けのために精油を飛ばした柑橘類の果皮をグラスに入れることは通常ないが、このムーンライトというカクテルは例外である。